# Дядьковское сельское поселение (Краснодарский край)
Дядьковское сельское поселение — муниципальное образование в составе Кореновского района Краснодарского края России.
В рамках административно-территориального устройства Краснодарского края ему соответствует Дядьковский сельский округ.
Административный центр — станица Дядьковская.

## Население
| 2010  | 2012  | 2013  | 2014  | 2015  | 2016  | 2017  |
| ----- | ----- | ----- | ----- | ----- | ----- | ----- |
| 4395  | ↘4388 | ↗4402 | ↘4381 | ↗4405 | ↘4385 | ↘4375 |
| 2018  | 2019  | 2020  | 2021  | 2023  |       |       |
| ↘4330 | ↘4289 | ↘4251 | ↘4187 | ↘4137 |       |       |

## Населённые пункты
В состав сельского поселения (сельского округа) входят 2 населённых пункта:
| № | Населённый пункт | Тип населённого пункта | Население (чел.) |
| - | ---------------- | ---------------------- | ---------------- |
| 1 | Дядьковская      | станцица               | ↘4179            |
| 2 | Северный         | хутор                  | ↘8               |